# Stevan Mićić
Stevan Andrija Mićić (serbiska: Стеван Андрија Мићић), född 4 april 1996, är en serbisk-amerikansk brottare som tävlar i fristil.
Mićić studerade vid University of Michigan och tävlade i brottning för deras universitetslag Michigan Wolverines.

## Karriär
Mićić brottades för USA på juniornivå och tog brons i 55 kg-klassen vid junior-VM 2015 i Salvador. 2018 började han representera Serbien på seniornivå. Vid EM 2018 i Kaspijsk tog Mićić brons i 57 kg-klassen. 2019 tog han silver vid europeiska spelen i Minsk efter en finalförlust mot Mahir Amiraslanov i 57 kg-klassen. Vid EM 2020 i Rom tog Mićić sitt andra EM-brons i 57 kg-klassen efter att ha besegrat armeniske Mihran Jaburjan.
Mićić tävlade för Serbien vid olympiska sommarspelen 2020 i Tokyo, där han blev utslagen i åttondelsfinalen i 57 kg-klassen. Vid EM 2022 i Belgrad tog Mićić brons i 57 kg-klassen. Vid EM 2023 i Belgrad tog han guld i 57 kg-klassen efter att bland annat besegrat tre tidigare världsmästare: Rei Higuchi, Zelimchan Abakarov och Zaur Ugujev.